# Quirin Flaucher
Quirin Flaucher (ur. 1915, zm. 19 listopada 1948 w Landsberg am Lech) – niemiecki kapo w niemieckiego obozie koncentracyjnym Mauthausen-Gusen i zbrodniarz wojenny.
Więzień kryminalny w obozie Mauthausen od 29 czerwca 1942 do 5 maja 1945. Został ustanowiony przez władze obozowe więźniem funkcyjnym, początkowo jako sanitariusz (od 1 maja do 23 grudnia 1943), a następnie jako blokowy kapo (od 23 grudnia 1943 do 5 maja 1945). Flaucher maltretował podległych mu więźniów, wielu z nich na skutek tego zmarło. Oprócz tego zmuszał więźniów pod groźbą bicia do praktyk seksualnych.
W procesie załogi Mauthausen (US vs. Franz Kofler i inni) przed amerykańskim Trybunałem Wojskowym w Dachau Flaucher skazany został na karę śmierci. Wyrok wykonano przez powieszenie 19 listopada 1948 w więzieniu Landsberg.